# Reine Brynolfsson
Reine Claes-Göran Brynolfsson, nacido el 15 de enero de 1953 en Gotemburgo, es un actor, actor de doblaje, narrador de audiolibros y historietista sueco. Es conocido, entre otras cosas, por sus papeles en varias películas de Colin Nutley, pero desde principios de la década de 1980 ha aparecido en numerosas películas, obras de teatro y adaptaciones cinematográficas de obras teatrales.

## Biografía

### Infancia y primeras obras
Brynolfsson estudió derecho en la Universidad de Gotemburgo antes de cambiar de dirección y buscar una carrera en la Academia de Teatro de Malmö de 1976 a 1979, cuando Staffan Göthe era el rector. Trabajó varios años en el Teatro Municipal de Gotemburgo, donde obtuvo grandes papeles, entre ellos en Natten är dagens mor de Lars Norén (1982) y Kaos är granne med Gud (1983), ambas dirigidas por Björn Melander. Ha trabajado frecuentemente con Norén y Melander, tanto en televisión y cine como en el Dramaten, donde ha estado desde 1991 y ha actuado en obras como Och ge oss skuggorna de Norén (1991), Medida por medida (1993), Cuento de invierno de Ingmar Bergman (1994) y Oleanna de David Mamet (1994).

### Éxito y obras posteriores
El gran éxito cinematográfico de Brynolfsson llegó en 1990 con la película Black Jack de Colin Nutley, donde interpretó al alcohólico Robert Mårbrink. Ha actuado en varias películas de Nutley, como las tres películas de Änglagård, Sista dansen, Sprängaren, Paradiset y en numerosas películas en Suecia y en el extranjero. Ha trabajado con muchos directores destacados como Bo Widerberg en Ormens väg på hälleberget, Harry Martinson en Moa, Hrafn Gunnlaugsson en la película vikinga islandesa Korpens skugga, Bille August en las internacionales Jerusalén (por la cual fue nominado a un Guldbagge como Mejor Actor de Reparto) y Los Miserables así como en En sång för Martin y con Jan Troell en Så vit som en snö.
En 2004 retrató la vida de Carl von Linné en una serie de televisión en SVT. En 2006 participó en la serie de SVT Kronprinsessan y en 2008 en su secuela Kungamordet.

## Otros trabajos artísticos
Además de la actuación, Brynolfsson se ha dedicado a la pintura y ha probado suerte en la creación de cómics. Su serie Albin Lindblad fue publicada en Svenska Serier 2/1979. Brynolfsson también ha grabado audiolibros, entre ellos Hundarna i Riga de Henning Mankell.

## Premios
En enero de 2007, se le otorgó la Litteris et Artibus. Recibió el Kurt Linderstipendium de la Academia de Cine Sueca en 1987, el premio Carl Åkermarks otorgado por la Academia Sueca en 1997 y el O'Neill-stipendiet en el Dramaten en 2005.
En 2018 se le otorgó el Gunn Wållgren-stipendiet con la motivación: Reine Brynolfsson es uno de nuestros actores más experimentados, versátiles y hábiles, y al mismo tiempo un artista y persona singular y personal. Es un valiente guía hacia los muchos salones amplios y cámaras secretas del arte teatral.

## Filmografía

### Series de televisión
- 1984 – Natten är dagens mor (Noche es madre del día) (TV-pjäs)
- 1984 – Kaos är granne med Gud (El caos es vecino de Dios) (TV-pjäs)
- 1986 – Ormens väg på hälleberget (El camino de la serpiente sobre la roca)
- 1986 – Moa (Moa)
- 1987 – Ängelen (El ángel) (kortfilm)
- 1987 – Komedianter (Comediantes) (TV-pjäs)
- 1988 – Måsen (La gaviota) (TV-pjäs)
- 1988 – Korpens skugga (La sombra del cuervo)
- 1989 – Den döende dandyn (El dandy moribundo)
- 1990 – Blankt vapen (Arma blanca)
- 1990 – Hebriana (Hebriana)
- 1990 – Black Jack (Black Jack)
- 1990 – Smash (TV-serie) (Smash)
- 1991 – Fasadklättraren (El trepamuros) – Johannes
- 1991 – Guldburen (La jaula dorada) (TV-serie)
- 1991 – Fasadklättraren (El trepamuros)
- 1992 – Hammar (Hammar)
- 1992 – Änglagård (Änglagård)
- 1992 – Svart Lucia (Lucía negra)
- 1993 – Kojan (La cabaña)
- 1993 – Kådisbellan (La honda de condones)
- 1993 – Sista dansen (El último baile) (1993)
- 1993 – Polis polis potatismos (Policía policía puré de patatas)
- 1994 – Änglagård - andra sommaren (Änglagård - el segundo verano)
- 1994 – Illusioner (Ilusiones)
- 1995 – Esters testamente (El testamento de Ester)
- 1996 – Katten Gustaf (El gato Garfield) (röst som Gustaf) (voz como Garfield)
- 1996 – Jerusalem (Jerusalén)
- 1996 – Rusar i hans famn (Corre a sus brazos)
- 1997 – Adam & Eva (Adán y Eva)
- 1997 – En kvinnas huvud (La cabeza de una mujer)
- 1997 – Spring för livet (Corre por tu vida)
- 1997 – Den siste yankeen (El último yanqui)
- 1997 – Hammarkullen eller Vi ses i Kaliningrad (Hammarkullen o Nos vemos en Kaliningrado)
- 1998 – Pip-Larssons (Pip-Larssons)
- 1998 – Sista kontraktet (El último contrato)
- 1998 – Les Misérables (Los Miserables)
- 2000 – Knockout (Knockout)
- 2000 – Rugrats in Paris: The Movie (röst som Jean-Claude) (Rugrats en París: La película) (voz como Jean-Claude)
- 2001 – Magnus och Myggan (Magnus y Myggan)
- 2001 – Så vit som en snö (Tan blanca como la nieve)
- 2001 – Sprängaren (El explosivista)
- 2001 – En sång för Martin (Una canción para Martin)
- 2002 – Farbror Franks resa (El viaje del tío Frank)
- 2003 – Paradiset (El paraíso)
- 2003 – Psalmer från köket (Salmos de la cocina)
- 2003 – Belinder auktioner (Subastas de Belinder)
- 2004 – Linné och hans apostlar (Linné y sus apóstoles)
- 2005 – Bang bang orangutang (Bang bang orangután)
- 2005 – Den sista hunden i Rwanda (El último perro en Ruanda)
- 2005 – Lovisa och Carl Michael (Lovisa y Carl Michael)
- 2005 – Blodsbröder (Hermanos de sangre)
- 2005 – God morgon alla barn (Buenos días a todos los niños)
- 2005 – Medicinmannen (El hombre de la medicina)
- 2006 – Kronprinsessan (La princesa heredera)
- 2006 – 7 miljonärer (7 millonarios)
- 2006 – Ice Age 2 (röst som Diego) (La era de hielo 2) (voz como Diego)
- 2006 – Asterix och vikingarna (röst som Asterix) (Astérix y los vikingos) (voz como Astérix)
- 2006 – Linerboard (Linerboard)
- 2006 – Sökarna – Återkomsten (Los buscadores - El regreso)
- 2007 – Underbar och älskad av alla (Maravillosa y amada por todos)
- 2007 – Leende guldbruna ögon (Ojos dorados sonrientes)
- 2008 – Kungamordet (El asesinato del rey)  – Gert Jakobsson
- 2009 – Ice Age 3 (röst som Diego) (La era de hielo 3) (voz como Diego)
- 2010 – Änglagård - tredje gången gillt (Änglagård - la tercera vez es la vencida)
- 2011 – Getingdans (Danza de avispas)
- 2012 – Ice Age 4 (röst som Diego) (La era de hielo 4) (voz como Diego)
- 2013 – Känn ingen sorg (No sientas pena)
- 2016 – Under pyramiden (Bajo la pirámide)
- 2016 – Ice Age: Scratattack (röst som Diego) (La era de hielo: Choque de mundos) (voz como Diego)
- 2017 – Korparna (Los cuervos)
- 2018 – Springfloden (TV-serie) (Springfloden)
- 2020 – Tunn is (TV-serie) (Hielo delgado)
- 2020 – Kärlek & anarki (TV-serie) (Amor y anarquía)
- 2020 – Amningsrummet (TV-serie) (La sala de lactancia)
- 2021 – En kunglig affär (TV-serie) (Un asunto real) – överståthållare Torsten Nothin

## Teatro

### Roles (incompleto)
| Año  | Papel                       | Producción                                                  | Dirección                        | Teatro                          |
| ---- | --------------------------- | ----------------------------------------------------------- | -------------------------------- | ------------------------------- |
| 1980 | Anatolitj                   | El mandato Nikolaj Erdman                                   | Ernst Günther                    | Teatro Municipal de Gotemburgo  |
| 1982 |                             | La noche es la madre del día Lars Norén                     |                                  |                                 |
| 1983 |                             | El caos es vecino de Dios Lars Norén                        |                                  |                                 |
| 1989 | Frankie                     | La gran mentira Sam Shepard                                 | Jan Håkanson                     | Teatro Municipal de Estocolmo   |
| 1991 | Eugene Jr.                  | Y danos las sombras Lars Norén                              | Björn Melander                   | Dramaten                        |
| 1992 |                             | En la soledad de los campos de algodón                      |                                  |                                 |
| 1994 |                             | Oleanna                                                     |                                  |                                 |
| 1997 | Trofimov                    | El jardín de los cerezos Anton Chéjov                       | Peter Langdal                    | Dramaten                        |
| 1997 | George Deever               | Todos eran mis hijos Arthur Miller                          | Björn Melander                   | Dramaten                        |
| 1999 | John                        | 7:3                                                         |                                  |                                 |
| 2006 |                             | Hombres como cadáveres Ole Bornedal                         | Ulf Dohlsten                     | Vasateatern                     |
| 2006 | Macbeth William Shakespeare |                                                             |                                  |                                 |
| 2012 | Obispo Edvard               | Fanny y Alexander Ingmar Bergman                            | Stefan Larsson                   | Dramaten                        |
| 2013 | Olof                        | Como las hojas en Vallombrosa Lars Norén                    | Vibeke Bjelke                    | Dramaten                        |
| 2016 |                             | Paralysie générale redux Reine Brynolfsson y Jacob Hirdwall | Reine Brynolfsson Jacob Hirdwall | Dramaten                        |
| 2017 | Sims Papá                   | The Nether Jennifer Haley                                   | Lena Endre                       | Dramaten                        |
| 2017 | Edipo                       | Edipo/Antígona Sófocles                                     | Eirik Stubø                      | Dramaten                        |
| 2018 | Andy                        | Mary Page Marlowe Tracy Letts                               | Alexander Mørk-Eidem             | Dramaten                        |
| 2020 | George                      | ¿Quién teme a Virginia Woolf? Edward Albee                  | Eva Dahlman                      | Teatro Municipal de Helsingborg |

## Audiolibros
- 2020 – Hundmanuskripten (Los manuscritos del perro)
- 2019 – Ensam i Berlin (Solo en Berlín)
- 2013 – Ulysses (Ulises)
- 2013 – Lyckohjulet (La rueda de la fortuna)
- 2013 – Mord i Skärhamn (Asesinato en Skärhamn)
- 2013 – Iskall hämnd (Venganza fría)
- 2013 – Dyrbar kärlek (Amor valioso)
- 2012 – Natoagenten (El agente de la OTAN)
- 2011 – Den felande länken (El eslabón perdido)
- 2011 – Den svenske Gudfadern (El padrino sueco)
- 2011 – Dingo Dingo - Den manliga frigörelsen är här! (Dingo Dingo - ¡La liberación masculina está aquí!)
- 2011 – De ickesynliga (Los invisibles)
- 2011 – Landsförrädaren (El traidor)
- 2010 – Hetta (Calor)
- 2010 – Hundarna i Riga (Los perros de Riga)
- 2010 – Nirvanaprojektet (El proyecto Nirvana)
- 2010 – Försvunnen (Desaparecido)
- 2010 – Vredens tid (Tiempo de ira)
- 2010 – Spionen på FRA (El espía en la FRA)
- 2010 – Postcard Killers (Los asesinos de postales)
- 2009 – Den sista cigarretten (El último cigarrillo)
- 2009 – Sanningen om Ikea (La verdad sobre Ikea)
- 2009 – Hornsgatan (Calle Horn)
- 2009 – Släpp inte taget (No te sueltes)
- 2009 – Orkanpartyt (La fiesta del huracán)
- 2009 – Syndafall i Wilmslow (La caída en Wilmslow)
- 2008 – Pesten (La peste)
- 2008 – Vädermannen (El hombre del clima)
- 2008 – Fiskarens garn (El hilo del pescador)
- 2008 – Blot (Sacrificio)
- 2007 – Herakles (Heracles)
- 2007 – Gangsters (Gánsteres)
- 2007 – Kärleken till Sofia Karlsson (El amor por Sofia Karlsson)
- 2007 – Laterna Magica (Laterna Mágica)
- 2007 – Flickan som lekte med elden (La chica que jugaba con fuego)
- 2007 – Män som hatar kvinnor (Los hombres que no amaban a las mujeres)
- 2007 – Luftslottet som sprängdes (La reina en el palacio de las corrientes de aire)
- 2007 – Verkan (El efecto)
- 2007 – Passionen (La pasión)